# کوت وارث
کوت وارث (به انگلیسی: Kot Waris) یک روستا در پاکستان است که در پنجاب واقع شده‌است. کوت وارث ۴٬۰۰۰ نفر جمعیت دارد.